# Attarpsmorden
Attarpsmorden var ett dubbelmord som inträffade i Attarp i Bankeryds socken.
Attarps gård hade 1844 köpts av Per Ludvig Ekwall, tidigare kontrollör vid kronoarbetslägret i Borghamn och arrendator av ett kalkbrott där. Torsdagen den 5 juni 1845 insjuknade pigan Maja-Stina Forsberg och Per Ludvig Ekwall i svåra magplågor och kräkningar. Maja-Stina Forsberg avled redan samma natt. Dottern Sophie reste till läkare i Jönköping för medicin mot matförgiftning, men Ekwall blev allt sämre och på lördagen den 7 juni tillkallades provinsialläkaren Sköldberg. Han kunde efter obduktion konstatera att pigan avlidit av arsenikförgiftning, och att Ekwall insjuknat av samma skäl. Han kunde dock inte längre göra något och på måndagen avled även Per Ludvig Ekwall. Även Per Ludvig Ekwalls hustru Hedda Ekwall insjuknade i lindriga symptom på arsenikförgiftning men tillfrisknade snart.
Sköldberg misstänkte Per Ludvigs hustru, Hedda Ekwall, men polisutredningen kom att fokuseras mot pigan Hedda Thorman, som misstänktes av familjen och som därutöver anklagades för att i lönndom ha begått barnamord. Ganska snart visade det sig att Hedda Thorman haft en affär med sonen i huset, Wilhelm Ekwall. Byskolläraren lade fram en lång rad negativa omdömen om familjen, liksom församlingsprästen. Gårdens inspektor P. W. Höckert lade fram en positiv skildring av familjen, som dock vid närmare granskning visade sig författad efter diktamen av Hedda Ekwall. Det framkom även att Per Ludvig Ekwall varit otrogen mot sin hustru, att dottern Sophie Ekwall haft en kärleksaffär och det insinuerades även att Hedda Ekwall skulle ha haft någon affär. Maja-Stina Forsbergs bror Gustaf vittnade att det varit han som under tysthetslöfte skaffat fram arseniken.
Den 4 juli erkände Hedda Thorman att det var hon som på uppmaning av Wilhelm Ekwall begått morden. Hon skulle även ha fött ett dödfött barn som hon grävt ned på gårdens gödselstack. Wilhelm Ekwall häktades. Man påträffade dock inga rester efter något foster i gödselstacken, och en medicinsk granskning ifrågasatte om Hedda Thorman verkligen fött barn. Under fortsatta förhör erkände plötsligt dottern Sophie Ekwall mordet. Hon hade tyckt att fadern var så elak mot modern, och lagt arseniken i faderns spenat. Maja-Stina hade av misstag fått i sig spenaten. Wilhelm släpptes nu och Sophie häktades istället. Hedda Thorman tog tillbaka sin bekännelse men hölls trots det kvar i häktet.
Den 21 augusti återtog Sophie Ekwall sin bekännelse. Enligt denna version skulle fadern ha begått självmord med hjälp av arseniken som dottern införskaffat och samtidigt avkrävt dottern tysthetslöfte. I fängelset uppträdde hon ömsom djupt deprimerad, ömsom aggressivt så att hon kom att placeras i "dårkammare". Efter att ytterligare ha pressats i förhören kom hon nu med en ny version: att hon och modern gemensamt utfört morden. Nu häktades även modern som dock nekade till anklagelserna. Häradshövdingen Per Arvid Ribbing som var övertygad om att Hedda Ekwall var den skyldiga pressade henne hårt men lyckades inte få fram något erkännande. Under de fortsatta förhören framkom dock alltfler detaljer om Per Ludvig Ekwall; han skall bland annat ha bedrivit incest med sina döttrar, främst med den äldre Sophie, som han samtidigt favoriserat.
Tingsrätten dömde slutligen Sophie Ekwall till döden genom halshuggning, Hedda Thorman till ris, tukthus och uppenbar kyrkoplikt, Wilhelm Ekwall till böter och Hedda Ekwall frikändes i brist på bevis. Efter att målet hade kommit upp i hovrätten ändrades domen där i december 1846 till att Hedda Thorman frikändes och att Sophie Ekwalls dödsstraff omvandlades till fängelse. Hon benådades 1868 och levde sedan till 1897.
Yngve Lyttkens, som behandlade mordfallet i Attarpsmorden 1953, var övertygad om att Hedda Ekwall verkligen var oskyldig, och att hennes underliga beteende och motstridiga vittnesmål hade sin grund i ett försök att in i det längsta upprätthålla familjens anseende.